# 小沢光葵
小沢 光葵（おざわ こうき、1998年9月9日 - ）は、TBSテレビのアナウンサー。

## 経歴
千葉県浦安市出身。法政大学中学校・高等学校から法政大学法学部へ進学。大学2年時の2018年には、『BSフジNEWS』で第34期の学生キャスターに名を連ねていた。卒業後の2021年4月1日付で、アナウンサーとしてTBSテレビに入社。同期のアナウンサーは高柳光希と佐々木舞音。2人の同期アナウンサーに先駆けて、『THE TIME'』の放送初日（同年10月1日）で本格的な番組デビューを果たした。
その後は、他の情報・報道系番組（『Nスタ』の日曜版や『ひるおび』など）や定時ニュースも担当するかたわら、高柳・佐々木と共にスポーツアナウンサーとしても活動。入社2年目に当たる2022年度には、JNN・JRN加盟局の優秀なアナウンサーを表彰するアノンシスト賞において、入社3年目までのアナウンサーが対象の「新人奨励賞」に選ばれた。

## 人物
- ミュージカルの鑑賞が趣味[3]で、学生時代はラグビー部で活動していた[6]。

- 好きなテレビ番組は『ジョブチューン あの職業のヒミツぶっちゃけます!』[3]。

## 出演番組

### 現在
- スポーツ中継（駅伝、陸上、競馬）
  - 2022年のニューイヤー駅伝ラジオ中継で、高柳と共にリポーターとしてデビュー。同年のプリンセス駅伝からは、駅伝のテレビ中継において、一部の中継所の実況も任されている。ちなみに、2022年度のアノンシスト賞で新人奨励賞に選ばれたのは、2023年1月1日のニューイヤー駅伝テレビ中継における中継所での実況が高く評価されたことによる。
  - TBSテレビが日本国内向けの放送権を保有する世界陸上競技選手権大会では、入社3年目の2023年に開催されたブダペスト大会から競技中継の実況に参加。ブダペスト大会では、男子やり投げ予選の実況を現地で担当した。その一方で、同年9月24日には競馬での実況デビューを『爆笑問題の日曜サンデー』（TBSラジオ）内の産経賞オールカマー（中山競馬場）中継で果たしている。

#### テレビ
- ひるおび
  - 午前枠のプレゼンター
    - 火曜日担当：2022年7月 - 9月
    - 金曜日担当：2022年10月 - 2023年3月
    - 水曜日担当：2023年1月 - 2024年9月

  - 午前枠の生中継企画のリポーター
    - 金曜日担当：2023年10月 - 2024年3月
    - 月曜日担当：2024年4月 -
    - 火曜日担当：2024年10月 -
    - 隔週水曜日担当：2024年10月 -

  - 午後枠のプレゼンター
    - 木曜日担当：2024年10月 - 2025年3月
- JNN NEWS
  - 水曜日の13時台（『ひるおび』への内包分）：2021年10月 - 2022年3月（高柳と交互に隔週で担当）
  - 日曜日の最終版（『S☆1』への内包分）：2022年4月 - 2023年3月
  - 木曜日の9時台（『ラヴィット!』への内包分）：2022年4月 - 2023年3月
  - 土曜日の11時台：2022年10月8日 - 　
  - 土曜日の5時台：2023年10月7日 -
    - 土曜日には、2024年5月まで毎週、翌6月から9月まで隔週に担当。同年9月までの担当日には、関東ローカルで午後に放送される『TBS NEWS』のキャスターを兼務していた。後輩アナウンサーの吉村恵里子（TBSラジオ『土曜朝6時　木梨の会。』の週替わりアシスタントの1人）が担当に加わった2024年10月以降は、吉村が同番組へ出演する週に不定期で担当。
- S☆1（2023年11月24日深夜の土曜版から「G1真剣勝負!うま☆わん」にレギュラーで出演）
  - 2023年の秋季からTBSラジオの競馬中継で実況を始めたことを機に、「G1真剣勝負!うま☆わん」（先輩アナウンサーの篠原梨菜が2022年4月から単独で出演していた中央競馬G1レースの予想企画）の収録へ篠原と共に参加。「本編」に当たる生放送パートでも、メインキャスターがスタジオへ出演できない場合に、土・日曜版を問わず代演することがある。
- THE TIME'/THE TIME,（進行キャスター）
  - 金曜日担当：2021年10月1日 - 2022年9月30日、2024年4月5日 -
    - 最初の担当期間中には、同期の佐々木・高柳も別の曜日でキャスターを務めていた。実際には、放送の初回が金曜日だった関係で、2人に先駆けてデビュー。

  - 木曜日担当：2024年4月 - 2024年9月　2025年4月3日〜　THE TIMEの杉山真也に変わり木曜MCを担当する
- 世の中なんでもHOWマッチ いくらかわかる金?（2024年4月27日 - ） - VTR向けの実況を随時担当
  - 2024年11月30日放送分には『THE TIME,』出演者との飲み会（居酒屋チェーン『魚民』で金曜分の放送後に実施）での検証企画でVTR出演（先輩アナウンサーで同番組MCの杉山真也、同期の佐々木、後輩アナウンサーの吉村と古田敬郷と共に参加）。

#### ラジオ
- エンタメ満載!ここだけの話（2023年10月14日 - 、パーソナリティ）
- 安住紳一郎の日曜天国（2023年10月 - 、さばいてにち10）
- 爆笑問題の日曜サンデー（2023年9月24日 - 、競馬コーナー実況）

### 過去

#### TBS入社後

##### テレビ
- お笑いの日2021（2021年10月2日） - 新人アナウンサーとしてのお披露目を兼ねて、佐々木・高柳と揃って出演。
- TBS秋の新番組プレゼン祭（2021年10月3日）
- まるっと!サタデー（2022年1月22日）
  - メインキャスターの1人である山内あゆが保健所から「新型コロナウイルスへ感染した家族の濃厚接触者」へ指定されたことを受けて、山内の代理扱いで山形純菜（いずれも先輩アナウンサー）と共にメインキャスターを担当。
- ゴゴスマ -GO GO!Smile!-（CBCテレビ制作、2021年10月6日 - 2022年3月） 
  - 高柳との隔週交代で、水曜日にニュースを担当（担当期間中は『ひるおび!』13時台の「JNN NEWS」と兼務）。
- Nスタ（日曜版スポーツキャスター、2021年10月 - 2023年3月）
- アッコにおまかせ! (2023年4月2日) - 「おまかせ!コレキテル!?」リポーター

##### ラジオ
- 森本毅郎・スタンバイ!（2022年1月3日・12月29日） 
  - いずれも、メインパーソナリティ・森本毅郎の年末年始休暇に伴う代演。
- 生島ヒロシのおはよう定食／生島ヒロシのおはよう一直線（2022年8月15日／2023年1月3日・9月8日）
  - 初出演は生島ヒロシ（メインパーソナリティ）の新型コロナウイルス感染症罹患、以降の出演は生島の休暇に伴う代演。
- アシタノカレッジ（不定期）
  - 2021年10月から2022年6月まで、月曜日に放送されていた「ちょっといいこと短歌」へ随時出演。
  - 2022年8月10日（水曜日）には、キニマンス塚本ニキ（月 - 木曜日のメインパーソナリティ）の新型コロナウイルス感染症罹患を受けて、メインパーソナリティ代理を急遽担当した。
- エンタメExpress（2022年4月 - 2023年1月11日、毎週水曜日17:50 - 18:00）
  - 単独でパーソナリティを務めた後に、2022年11月から『エンタメSaturday』（関連番組）を担当している佐々木が2023年1月18日放送分から兼務。
- 池崎大輔 パラスポーツの『あ』（不定期）
  - 『井上貴博　土曜日の『あ』』への内包コーナーで、本来のパートナーである喜入友浩（先輩アナウンサー）が出演しない週に登場。

##### その他
- SASUKE 最終予選会（2022年（第40回記念大会）・2023年（第41回大会）、TVerで期間限定で配信） - 第1ステージ〜第3ステージの実況
  - なお、SASUKEの本大会については第39回大会（2021年）から同期の高柳が出場。第41回大会では、収録が行われている緑山スタジオに実際に足を運び、同期の佐々木（同大会にて先輩アナウンサーの近藤夏子と共にリポーターを担当）と共に応援に駆け付けている。

#### TBS入社前
- BSフジNEWS（BSフジ 、2018年5月 - 11月） - 第34期学生キャスターとして火曜日を担当[4]。男子大学生からのキャスター起用は、33期生の堀井優太（2020年NHK（日本放送協会）入局）に次いで2人目であった。